# Elaea (animal)
Elaea es un género de las mantis, de la familia Mantidae, del orden Mantodea, con las siguientes especies:

## Especies
- Elaea gestroi
  - Elaea gestroi gestroi
  - Elaea gestroi wittmeri
- Elaea infumata
- Elaea marchali
- Elaea richten